# Yokosuka K4Y
Yokosuka K4Y (яп. 九〇式水上初歩練習機, Навчально-тренувальний гідролітак морський Тип 90) — серійний навчальний літак Імперського флоту Японії періоду 1930-х років.

## Історія створення
Літак K4Y був розроблений для заміни Yokosuka K1Y у 1930 році у 1-му арсеналі флоту в Йокосуці конструкторами Дзіро Саха та Тамефумі Судзукі. Це був поплавковий біплан змішаної конструкції - набір фюзеляжу - сталевий, крило - дерев'яне. На двох прототипах були встановлені двигуни Hatakaze потужністю 90 к.с. Встановлення озброєння не передбачалось.
На випробуваннях літак показав хороші результати, і був прийнятий на озброєння під назвою «Навчально-тренувальний гідролітак морський Тип 90» (або K4Y). Серійні моделі оснащувались потужнішими двигунами Gasuden Jimpu 2 (129 к.с.).
Серійний випуск літаків розпочався у 1933 році на фірмах Yokosuka та Watanabe. З 1932 по 1939 роки було випущено 156 літаків. З 1939 по 1940 рік фірма «Ніппон Хікокі КК» випустила ще 53 літаки.

## Тактико-технічні характеристики (K4Y)

### Технічні характеристики
- Екіпаж: 2 чоловік
- Довжина: 9,05 м
- Висота: 3,51 м
- Розмах крил: 10,90 м
- Площа крил: 29,50 м ²
- Маса пустого: 740 кг
- Маса спорядженого: 990 кг
- Двигуни:  1 х Gasuden Jimpu 2
- Потужність: 129 к. с.

### Льотні характеристики
- Максимальна швидкість: 163 км/г
- Крейсерська швидкість: 93 км/г
- Дальність польоту: 315 км
- Практична стеля: 3 460 м

## Історія використання
Літаки K4Y почали надходити в авіашколи Імперського флоту Японії у 1933 році. Вони використовувались для початкової підготовки пілотів гідроавіації, після чого навчання продовжувалось на літаках Yokosuka K5Y. 
Літаки K4Y виявились непоганими для початкового навчання, простими в пілотуванні та невибагливими в експлуатації. Незважаючи на відносно невелику кількість збудованих машин, вони використовувались в авіашколах до кінця війни.